# Brossel BLxxS/Jonckheere type Standard
Le Brossel BLxxS/Jonckheere type Standard est un autobus produit par Brossel et Jonckheere.

## Production
| Illustration | Réseau        | Châssis | Nombre             | Numéros | Livraison | Remarques |
| ------------ | ------------- | ------- | ------------------ | ------- | --------- | --------- |
|              | Belfort       | BL55S   | 4                  |         | 1970      |           |
|              | Calais        | BL55S   |                    |         |           |           |
|              | Dijon         | BL55S   | 2[réf. nécessaire] | 109-110 |           |           |
|              | Nice          | BL55S   |                    |         |           |           |
|              | Toulon - RMTT | BL55S   | 2                  | 60-61   | 1968      |           |
|              | Luxembourg    | BL51S   | 3                  | 56-58   | 1968      |           |